# Rusafa

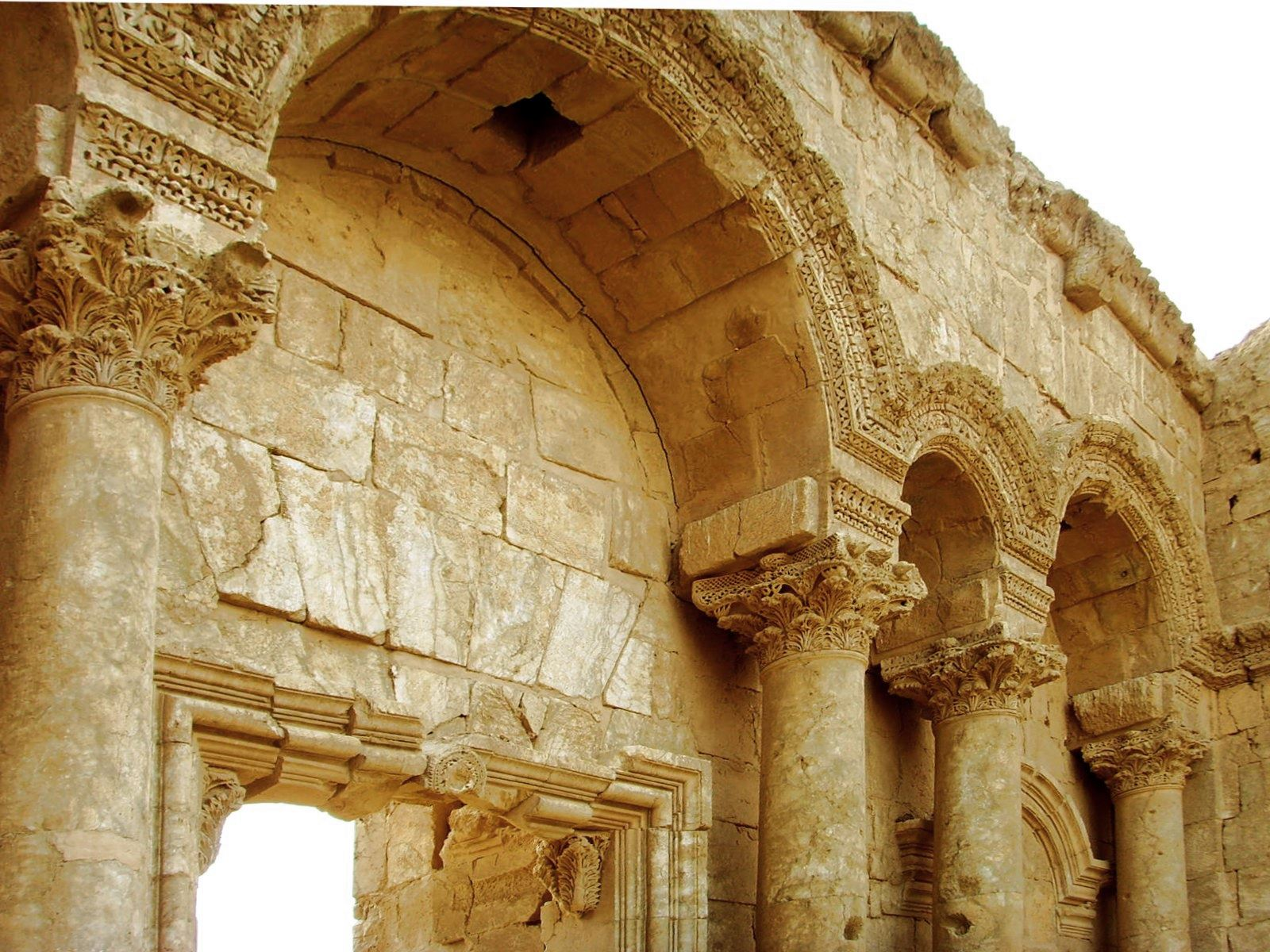
Detall de les portes de la ciutat

Rusafa o Resafa (àrab: الرصافة, ar-Ruṣāfa) és una antiga ciutat de Síria, avui en ruïnes, situada uns 30 km al sud del riu Eufrates, prop del Jàbal Bixri.
Era un establiment romà segons demostren les prospeccions arqueològiques. Sant Sergi l'Àrab hi va patir el martiri a l'inici del segle iv i per això fou coneguda com a Sergiòpolis durant el domini romà d'Orient. Al segle vi hi havia quatre esglésies dins les muralles que delimitaven la població, entre les quals destaca la basílica de la Santa Creu, datada el 559. Les cisternes per la distribució de l'aigua de pluja eren molt enginyoses.
Sota domini àrab, vers 640, depenia de vegades de Kinnasrin i de vegades d'Alep. El califa Hixam ibn Abd-al-Màlik (724–743) hi hauria construït dos palaus, però la seva descripció és incerta, ja que podria ser un artifici literari i l'arqueologia només ha descobert restes de grans edificacions omeies al sud de la població. Durant el govern abbàssida va passar al territori dels Awasim, creat per Harun ar-Raixid, i va quedar en mans dels Banu Khafaja emparentats amb els Uqayl. Depenia llavors del castell de Kalat Djabar (Kallinikos o Kalonikos), dependència que va seguir al segle x i XI sota els fatimites i al segle xii amb els aiúbides. El 1260 en l'atac dels mongols, el governador mameluc va fugir, però els mongols van respectar la població i el governador va tornar, però el 1269 o 1270 tota la ciutat va ser abandonada a causa dels atacs mongols i va restar deshabitada convertint-se en ruïnes.